# Lepthyphantes leucopygus
Lepthyphantes leucopygus este o specie de păianjeni din genul Lepthyphantes, familia Linyphiidae, descrisă de Denis, 1939.
Este endemică în Franța. Conform Catalogue of Life specia Lepthyphantes leucopygus nu are subspecii cunoscute.